# Course de la Paix 1962
La XVe Course de la Paix est disputée du 2 au 17 mai 1962. Les coureurs partis de Berlin rallient Varsovie, en passant par Prague. Comme en 1961, les soviétiques réalisent un doublé premier/deuxième. Le vainqueur est Gainan Saidschushin

## Le classement général
|     | Cycliste              | Équipe   |    | Temps            |
| --- | --------------------- | -------- | -- | ---------------- |
| 1.  | Gainan Saidschushin   | URSS     | en | 58 h 58 min 05 s |
| 2.  | Youri Melikhov        | URSS     | +  | 2 min 28 s       |
| 3.  | Stanislaw Gazda       | Pologne  |    | 6 min 49 s       |
| 4.  | Roger de Breuker      | Belgique |    | 11 min 46 s      |
| 5.  | Alexeï Petrov         | URSS     |    | 12 min 05 s      |
| 6.  | Gabriel Moiceanu      | Roumanie |    | 13 min 26 s      |
| 7.  | Klaus Ampler          | RDA      |    | 13 min 40 s      |
| 8.  | Viktor Kapitonov      | URSS     |    | 14 min 48 s      |
| 9.  | Hans Scheibner        | RDA      |    | 15 min 50 s      |
| 10. | Anatoli Tcherepovitch | URSS     |    | 17 min 44 s      |
| 11. | Jaap De Waard         | Pays-Bas |    | 18 min 02 s      |